# Фуров, Василий Григорьевич
Васи́лий Григо́рьевич Фу́ров (1 мая 1907, д. Наумовская, Владимирская губерния, Российская империя — 1998, Москва, Россия) — советский государственный и партийный деятель. Заместитель председателя Совета по делам религий при Совете министров СССР (1965–1981). Кандидат исторических наук (1961). Один из авторов «Атеистического словаря», «Православие: Словарь атеиста» и «Настольной книги атеиста».

## Биография
Родился 1 мая 1907 года в деревне Наумовская Владимирской губернии.
В 1934–1939 годах — главный редактор газеты «Ударник».
В Великую Отечественную войну военный комиссар штаба 2-й Московской стрелковой дивизии.
В 1961 году в Академии общественных наук при ЦК КПСС защитил диссертацию на соискание учёной степени кандидата исторических наук по теме «Борьба КПСС за повышение материального благосостояния и культурного уровня колхозного крестьянства в условиях крутого подъёма сельского хозяйства (1953–1958 гг.): (На материалах Алтайского края, Новосибирской и Омской области)».
В конце 1950-х — начале 1960-х годов работал вторым секретарём Новосибирского областного комитета КПСС.
В 1965–1981 годах — заместитель председателя Совета по делам религий при Совете министров СССР.
В 1968 году участвовал в торжествах, посвящённых 50-летию восстановления патриаршества в Русской православной церкви.

## Награды
- Медаль «За боевые заслуги» (1943)[10][11]
- Медаль «За оборону Москвы»
- Медаль «За взятие Берлина»[10]
- Медаль «За взятие Кёнигсберга»[10]
- Медаль «За победу над Германией в Великой Отечественной войне 1941—1945 гг.»[10][12][13]
- Орден Отечественной войны I степени (1985)[14][15]
- Орден Отечественной войны II степени[16][17]

## Отзывы
Кандидат исторических наук, заместитель директора Санкт-Петербургского филиала Института истории естествознания и техники имени С. И. Вавилова РАН С. В. Шалимов указывал:
 Между тем в новую кампанию против генетиков активно включились региональные властные и идеологические структуры. Так, 10 января прошла Х областная конференция КПСС, на которой секретарь обкома партии В. Г. Фуров (ответственный за идеологическую работу) критиковал различные «идеологические ошибки», уделив основное внимание положению в биологической науке в контексте упоминавшейся статьи в «Правде». Он утверждал: «Отражением идеологической борьбы являются события в биологической науке. В последнее время сторонники так называемой чистой или формальной генетики, отъявленные реакционеры некоторых западных стран выступили со злобной клеветой на материалистическое мичуринское направление в биологии, на советский строй. Эту клевету поддержал “Ботанический журнал”, выступивший с травлей известного учёного т. Лысенко. В то же время журнал превозносил т. Дубинина. На днях в научных учреждениях города прошли собрания, обсудившие редакционную статью “Правды” <...>. Коммунисты поддержали выступление “Правды”». 
Материалы рассмотренной конференции были опубликованы в «Советской Сибири» за 13 января 1959 г., но с одним нюансом. Если по отношению к Н. П. Дубинину текст статьи и стенограмма конференции не отличаются, то, говоря об общей характеристике генетиков, «Советская Сибирь» смягчила прозвучавшую формулировку. Так, в стенограмме конференции зафиксированы следующие слова В. Г. Фурова: «Нас не может не тревожить, что в составе нашего института генетики работают не только мичуринцы, но и многие сторонники формально-генетического направления, а возглавляет институт Дубинин, многолетняя научная деятельность которого, как отмечает «Правда», бесплодна и безмерно далека от практических задач». Однако эти слова названного партийного деятеля отсутствуют в газетной публикации. Возможно, это было определённой тактикой: провинциальные номенклатурщики выжидали «чья возьмёт» и не собирались ссориться с представителями академической элиты, пусть даже попавшими в опалу. 
Кандидат исторических наук, доцент кафедры государственного и гражданского права Вологодского государственного университета О. Б. Молодов относит В. Г. Фурова, наряду с И. И. Бражником, В. А. Куроедовым и К. М. Харчевым, к числу государственных служащих, которые в советское время осуществляли «практическую реализацию религиозной политики государства».

Старший инспектор (1977–1991) Совета по делам религий при Совете министров СССР В. Г. Подшибякин вспоминал следующее:
«Православным» отделом в Совете командовал Фуров Василий Григорьевич, который получил прозвище «Победоносцев». Он являлся заместителем председателя Совета и моим непосредственным начальником. Что о нём можно сказать? По своему мировоззрению это был откровенный и убеждённый атеист, который добивался искоренения религии в обществе. Он был яростным сторонником закрытия церквей! Целыми списками снимал с регистрации религиозные общины! Почему? Хрущёв в своё время дал задание: 50 процентов религиозных организаций закрыть! Всех: православных, мусульман, католиков и т.д. Но… не получалось! В. А. Куроедов прекратил эту практику. Именно благодаря ему стали разбираться в каждом случае индивидуально.
 Фуров, по сравнению с Куроедовым, держался официально. Он подчёркивал, что является администратором. Сам он был из партийных работников. Командовал Павлово-Посадским районом, потом Орехово-Зуевским, постепенно дошёл до ЦК, потом попал в Совет. На пенсию не хотел уходить, хотя ему было под 80. Духовенство, верующих Фуров не любил. Но и духовенство его не переносило, особенно патриарх Пимен. Допустим, патриарху надо идти решать какой-нибудь вопрос в Совет, а он всё тянет, тянет… В конце концов Шиловский Григорий Петрович (заместитель Фурова) вызывал меня и просил позвонить и пригласить Патриарха. Только после этого он приходил. А так — нет.
На пенсию Фурова отправили в 1981 году.

В свою очередь историк С. С. Бычков писал: 
 Многое из того, что происходило в Русской Церкви в эти смутные годы, помогают уяснить документы, которые священнику Глебу Якунину удалось в 1979 году получить от одного из бывших сотрудников Совета по делам религий. Это были отчёты Совета по делам религий перед ЦК КПССС за 7 лет, начиная с 1967-го и вплоть до 1975 года. Более того, были похищены шесть справок доверительных бесед ответственных работников Совета по делам религий с иерархами РПЦ. Отчеты заместителя председателя Совета по делам религий Василия Фурова были избраны не случайно. Он заведовал «Православным» отделом в Совете и получил прозвище «Победоносцев». По своему мировоззрению был откровенным и убеждённым атеистом, добивался искоренения религии в обществе, был яростным сторонником закрытия церквей и списками снимал с регистрации религиозные общины. Его даже в Совете не любили за сухость и заносчивость.
 Отец Глеб сумел передать документы Совета за рубеж. Первая публикация отчётов Василия Фурова произошла в Вестнике РХД в конце 1979 года, когда отец Глеб был уже арестован. Они раскрывали картину бесправного положения, в котором находилась РПЦ и, в первую очередь, православный епископат: «Синод находится под контролем Совета. Вопрос подбора и расстановки его постоянных членов был и остаётся всецело в руках Совета, кандидатуры непостоянных членов также предварительно согласуются с ответственными работниками Совета. Все вопросы, которые предстоит обсуждать на Синоде, патриарх Пимен и постоянные члены Синода заранее обговаривают у руководства Совета и в его отделах, согласовывают и окончательные «Определения Священного Синода». Осуществляя постоянный и неослабный контроль за деятельностью Синода, ответственные сотрудники Совета проводят систематическую воспитательно-разъяснительную работу с членами Синода, устанавливают с ними доверительные контакты, формируют патриотические взгляды и настроения, а через них и с их помощью оказывают необходимое влияние на весь епископат....». 
 Фуров разделил весь епископат РПЦ на три группы. К первой группе он отнёс лояльных к Советской власти: «Многолетние наблюдения, глубокое изучение настроений правящих архиереев ещё раз подтверждают, что епископат лояльно относится к Советской власти. В то же время по взглядам на общество, на законы о культах, на современную церковь и её взаимоотношения с государством, а также на свои гражданские обязанности епископат условно, весьма приближённо, можно разделить на следующие группы. Первая — правящие архиереи, которые и на словах и на деле подтверждают не только лояльность, но и патриотичность к социалистическому обществу, строго соблюдая законы о культах и в этом же духе воспитывают приходское духовенство, верующих, реально сознают, что наше государство не заинтересовано в возвышении роли религии и церкви в обществе и, понимая это, не проявляют особенной активности в расширении влияния православия среди населения. К ним можно отнести: патриарха Пимена, митрополитов — Таллинского Алексия, Тульского Ювеналия, Орловского Палладия, Одесского Сергия, Алма-Атинского Иосифа, архиепископов — Харьковского Никодима, Волоколамского Питирима, Тихвинского Мелитона, Кишинёвского Ионафана, Мукачевского Григория, Винницкого Алипия, Симферопольского Леонтия, епископов — Ставропольского Иону, Воронежского Платона, Пермского Николая, а последнее время и митрополита Крутицкого Серафима....»
 Наиболее приближённые к митрополиту Никодиму (Ротову), его ставленники — митрополиты Алексий (Ридигер) и Ювеналий (Поярков) — попали в первую группу. Тогда как сам митрополит Никодим к этому времени утратил доверие Совета по делам религий и был зачислен во вторую, менее благонадёжную группу: «Вторая — правящие архиереи, которые стоят на лояльных позициях к государству, правильно относятся к законам о культах и соблюдают их, но в своей повседневной административной и идеологической деятельности стремятся к активизации служителей культа и церковного актива, выступают за повышение роли церкви в личной, семейной и общественной жизни с помощью модернизированных или традиционных концепций, взглядов и действий, подбирают на священнические должности молодежь, ретивых ревнителей православного благочестия. В их числе митрополиты — Ленинградский Никодим, Киевский Филарет, Ярославский Иоанн, Псковский Иоанн, архиепископы — Казанский Михаил, Ташкентский Варфоломей, Тамбовский Михаил, Кировский Мстислав, Краснодарский Алексий, Оренбургский Леонтий, Ивано-Франковский Иосиф, Рижский Леонид, Костромской Кассиан, Волынский Дамиан, Минский Антоний, епископы — Смоленский Феодосий, Свердловский Климент, Калининский Гермоген, Полтавский Феодосий, Новосибирский Гедеон, Виленский Герман, Рязанский Симон, Пензенский Мельхиседек...». Для многих верующих в СССР было странно, что по классификации Фурова верноподданный митрополит Киевский Филарет (Денисенко) попал во вторую группу. Скорее всего, как националистически настроенный епископ. 
 И наконец, Фуров называет третью группу епископов, которых он причисляет к неблагонадежным: «Третья — это та часть епископата, у которой в разное время проявлялись и проявляются попытки обойти законы о культах, некоторые из них религиозно консервативны, другие — способны на фальсификацию положения в епархиях и сложившихся отношений к ним органов власти, у третьих — замечены попытки подкупа уполномоченных и клеветы на них и на должностных лиц местных органов власти. В этой группе: митрополит Львовский Николай, архиепископы — Иркутский Владимир, Чебоксарский Веньямин, Житомирский Палладий, Архангельский Никон, Калужский Донат, Горьковский Флавиан, Уфимский Феодосий, Владимирский Николай, епископы — Астраханский Михаил, Саратовский Пимен, Кировоградский Боголеп, Черновицкий Савва, Вологодский Дамаскин, Курский Хризостом, Ростовский Иоасаф, Куйбышевский Иоанн...». Для многих российских христиан отрадно было узнать, что столь многочисленная группа епископов отстаивает церковные позиции в условиях тоталитарного государства. Среди них были выдающиеся епископы — Курский и Белгородский Хризостом (Мартишкин), Чебоксарский Вениамин (Новицкий), Астраханский Михаил (Мудьюгин), Саратовский Пимен (Хмелевский). 
 Василий Фуров в лучших традициях советского очковтирательства стремится подчеркнуть неусыпную бдительность сотрудников Совета по делам религий и «воспитательную работу», которую они проводят с епископатом: «Совет особенно внимательно изучает настроения и деятельность той части епископата, которая ведет себя активно внутри страны, изыскивает и пытается осуществить меры, направленные на укрепление церкви, её влияния на население. Уполномоченный Совета по Саратовской области тов. Вельский пишет, что управляющий епархией епископ Пимен религиозным фанатиком не является. В то же время, как пишет уполномоченный: «В его деятельности просматривается недовольство положением церкви в СССР и упорное стремление к созданию «благолепия» в храмах и расширению штата священнослужителей. Например, в беседах со своими близкими он осуждающе относится к реформе в РПЦ 1961 года, считает, что эта реформа навязана властью, что она противоречит интересам церкви и ущемляет духовенство не только в материальном, но и в морально-правовом отношении, ставя его в зависимое положение от церковных старост... В личных беседах с уполномоченными он неоднократно заявлял о своей неудовлетворенности положением дел с кадрами священнослужителей в РПЦ. По его мнению, этот вопрос является главным для церкви в настоящее время....». 
 В то же время Фуров не скрывал проблем, которые возникали с некоторыми «неуправляемыми» епископами. К ним он в первую очередь относил архиепископа Курского и Белгородского Хризостома (Мартишкина): «В сентябре 1974 года стал правящим архиереем Курской епархии епископ Хризостом, зам. председателя ОВЦС патриархии, но уже в первые месяцы его правления от уполномоченного Совета по Белгородской области тов. Шаманова П. Ф. поступила информация о ретивых действиях епископа по оживлению религиозной жизни. В связи с этим Совет решил оперативно разобраться по ряду вопросов, вытекающих из информации уполномоченного Совета. С этой целью с епископом Хризостомом была проведена индивидуальная беседа, в которой Хризостом подчеркнул: «Уполномоченный по Курской области Коробко Г. Ф. душевно понимающе относится к проблемам архиерея, а уполномоченный по Белгородской области Шаманов Пётр Федорович видимо не встречался с религиозными людьми, не имеет опыта. В первой беседе со мной он говорил, что в церковь ходят только старики и старухи, молодёжи нет. А когда я стал говорить, что это неправильно: я вот молодой архиерей, Пётр Федорович ответил: «Это ещё не известно, зачем вы туда пошли». Я, архиерей, считаю для меня оскорблением такие намеки». 
 На втором месте после епископа Хризостома Фуровым упомянут епископ Астраханский Михаил (Мудьюгин). Ему в докладе посвящено несколько страниц. С возмущением Фуров повествует о борьбе владыки Михаила с местным уполномоченным и о его попытках активизировать жизнь епархии. В то же время он упоминает о теневых сторонах жизни епископата: «Остальные архиереи, как показывают факты, способны на шантаж и подкуп, во имя опять-таки своих корыстных целей. Уполномоченный Совета по Вологодской области тов. Матасов сообщает: «Фактов враждебной политической деятельности среди служителей культа в области нет. Многие из них, включая епископа Дамаскина, в беседах подчеркивают свой патриотизм к советскому государству. Но полагаться на эти патриотические заверения без определенной осторожности, на мой взгляд, нельзя. В основной массе — это порочные люди: беспредельно алчные, завистливые, двуличные и честолюбивые. Епископ Бодрый Алексей Иванович (в постриге Дамаскин) ...по уровню материальной обеспеченности и образу жизни это буржуа, обкрадывающий верующих. И этот образ жизни его удовлетворяет, он полон самодовольства. Заступив на должность управляющего епархией, Дамаскин заверил меня, что он будет работать в полном контакте с уполномоченным: «у нас с вами всё будет хорошо», — заявил он. В этой же беседе сделал мне приглашение в тот же день пожаловать к нему в гости. Он говорил: у меня всё есть, келейник хороший кулинар, посидим вечерок, побеседуем и т.д...». 
 Публикация документов Совета по делам религий сыграла свою роль в обновлении этой структуры. В 1981 году был уволен Василий Фуров, а вслед за ним — в 1984 году — глава Совета, генерал-лейтенант КГБ Владимир Куроедов. Празднование 1000-летия Крещения Руси было неожиданным не только для меня. Впоследствии, беседуя с бывшим председателем Совета по делам религий Константином Харчевым, который в 1984 году сменил на посту председателя Совета по делам религий чекиста Владимира Куроедова, я понял, что во многом благодаря его энергии это торжество стало не только церковным, но и государственным.

Религиовед и историк О. Ю. Васильева, в связи с начавшейся в 1961 году с подачи советского правительства реформы церковного управления Русской Православной церкви, отметила следующее:
Одним из первых мероприятий реформы стал единовременный учёт всех религиозных объединений. При его проведении было «выявлено много бездействующих церквей, неиспользуемых молитвенных зданий, затухающих приходов. Совет принял меры по ликвидации практики субсидий таким приходам со стороны более сильных религиозных объединений и Патриархии, что повлекло прекращение их деятельности. На местах разобрались с каждым религиозным обществом. В соответствии с законом общественные здания, захваченные церковниками в период войны, были возвращены их прежним владельцам и превращены в учреждения культуры, школы. Многие слабые и распавшиеся религиозные объединения сняты с регистрации. Материальная база Православия заметно сузилась» (Такими словами докладывал в ЦК КПСС В. Фуров, зам. председателя Совета по делам религий, в августе 1970 г., рапортуя об итогах перестройки церковного управления.)

## Сочинения
- Фуров В. Г. Опорные базы сельских партийных организаций // Агитатор. — 1958. — № 8.
- Фуров В. Г. Новые явления в культурной жизни советской деревни // Коммунист. — 1960. — № 15. — С. 75—76.
- Фуров В. Г. Памятники культуры и атеизма. — М.: О-во "Знание" РСФСР, 1975. — 51 с. (В помощь лектору/ О-во "Знание" РСФСР. Науч.-метод. совет по пропаганде науч. атеизма).
- Фуров В. Г. Новая Конституция СССР и свобода совести // Вопросы научного атеизма. Вып. 23. М.: Мысль, 1978. С. 5–24
- Фуров В. Г. Отчёт Совета по делам религий членам ЦК КПСС (1974)  // Вестник Русского христианского движения. — 1979. — № 130.
- Фуров В. Г. Буржуазные конституции и свобода совести. — М.: Политиздат, 1983. — 96 с. (Библиотека атеиста).
- Колесник Н. А., Фуров В. Г. Гражданственность и религиозная вера. — К.: Политиздат Украины, 1985. — 118 с.
- Фуров В. Г. Настоящий лик Московской Патриархии: Из отчёта Совета по делам религии членам Центрального комитета коммунистической партии СССР. — Нью-Йорк; Монреаль: Братство преподобного Иова Почаевского, 1991. — 80 с.